# Olosa
En la santería, Olosa es una orisha, la dueña de los lagos y deidad benefactora, hermana del cuerpo de Yemayá y también hermana de Olokun y su esposa. Es bondadosa con los pescadores, a quienes ayuda para que su captura sea exuberante. También les resguarda de accidentes y de problemas con los caimanes. Se le sacrifican gallinas, carneros, chivas y otros animales. Generalmente sus ofrendas se dejan a la orilla de los lagos o en las ciénagas, y se supone que los caimanes se las trasladan. 
En algunas casas de Orisha, Olosá es, o mejor dicho son, los asistentes de Olokun, que van en nueve tinajitas tapadas, ocho de ellas unidas por una cadena. La novena tinaja está decorada con cauris y no está enlazada como las demás. Esta actúa de la siguiente forma: Olokun emite su mensaje a Olosá; ésta, a su vez, a la que vive separada, la cual trasmite el mensaje a Osain, y Osain a Orun que vive en el patio, enterrado en cemento, con la tapa para afuera y cubierto de caracoles, con dos machetes cavados de punta y los oddunes que le atañen. Al recibirlo Orun, lo trasmite a su vez a la tablillas (en número de tres) a las que, atadas por un hilo, se les da vueltas y zumban, recibiendo el encargo los egguns. Estas tablillas viven en la batea de Shangó. Así funciona Olosá. También este Orisha se identifica con las madres de agua, serpientes que habitan en las lagunas y a las que se les atribuye un poder místico enorme.